# Изола дел Гран Сасо д'Италия
Ѝзола дел Гран Са̀со д'Ита̀лия (на италиански: Isola del Gran Sasso d'Italia) е малко градче и община в Южна Италия, провинция Терамо, регион Абруцо. Разположено е на 415 m надморска височина. Населението на общината е 4970 души (към 2010 г.).